# サンキ (広島県)
株式会社サンキ（英: SANKI CORPORATION）は、医薬品・衛生材料・化粧品の卸を中心とする日本の企業。現在はスズケングループの1社である。医薬品の卸売手。地盤の中国地方では2位。

## 沿革
- 1879年：広島市に日野薬品の基礎を興す。
- 1910年：府中市に宅味薬品の基礎を興す。
- 1965年11月：日野薬品と宅味薬品が合併。光洋薬品を設立。
- 1968年12月：山口県の三谷薬品の医薬品卸部門の営業権を譲受。
- 1970年3月：広島市南区宇品海岸3丁目8番8号に本社を移転。
- 1981年3月：山口県のホクヨーの萩支店・下関支店の営業権を譲受。
- 1987年4月：鳥取県のサンキ（存続会社は日本海薬品）を吸収合併し現社名に商号変更。
- 1995年1月：現在地に本社を移転。
- 1998年9月：自社及びオムエル、小林製薬、成和産業の4社で薬粧会社「株式会社健翔」を設立。
- 1999年12月：名古屋市のスズケンと業務提携。
- 2003年10月：株式交換を実施。スズケンの完全子会社となる。

## 営業拠点一覧
広島営業部
- 広島支店、呉支店、東広島支店、尾道支店、福山支店、三次支店、広島分室

岡山営業部
- 岡山支店、笠岡支店、倉敷支店、津山支店

山陰営業部
- 鳥取支店、倉吉支店、米子支店、松江支店、出雲支店、浜田支店、益田支店

山口営業部
- 山口支店、岩国支店、下関支店、周南支店

## 関連会社
- サンキ・ウエルビィ株式会社
- 有限会社サンキ・メディハート
- 株式会社サンキ・クリニカルリンク
- 株式会社中国ファーマシー
- 株式会社健翔
- 株式会社エスマイル